# Abbazia di Heiligenkreuz
L'abbazia di Heiligenkreuz (tedesco per Santa croce) è un'abbazia cistercense nella cittadina di Heiligenkreuz, nel Bosco viennese presso Vienna in Austria.

## Storia

stemma dell'abbazia.

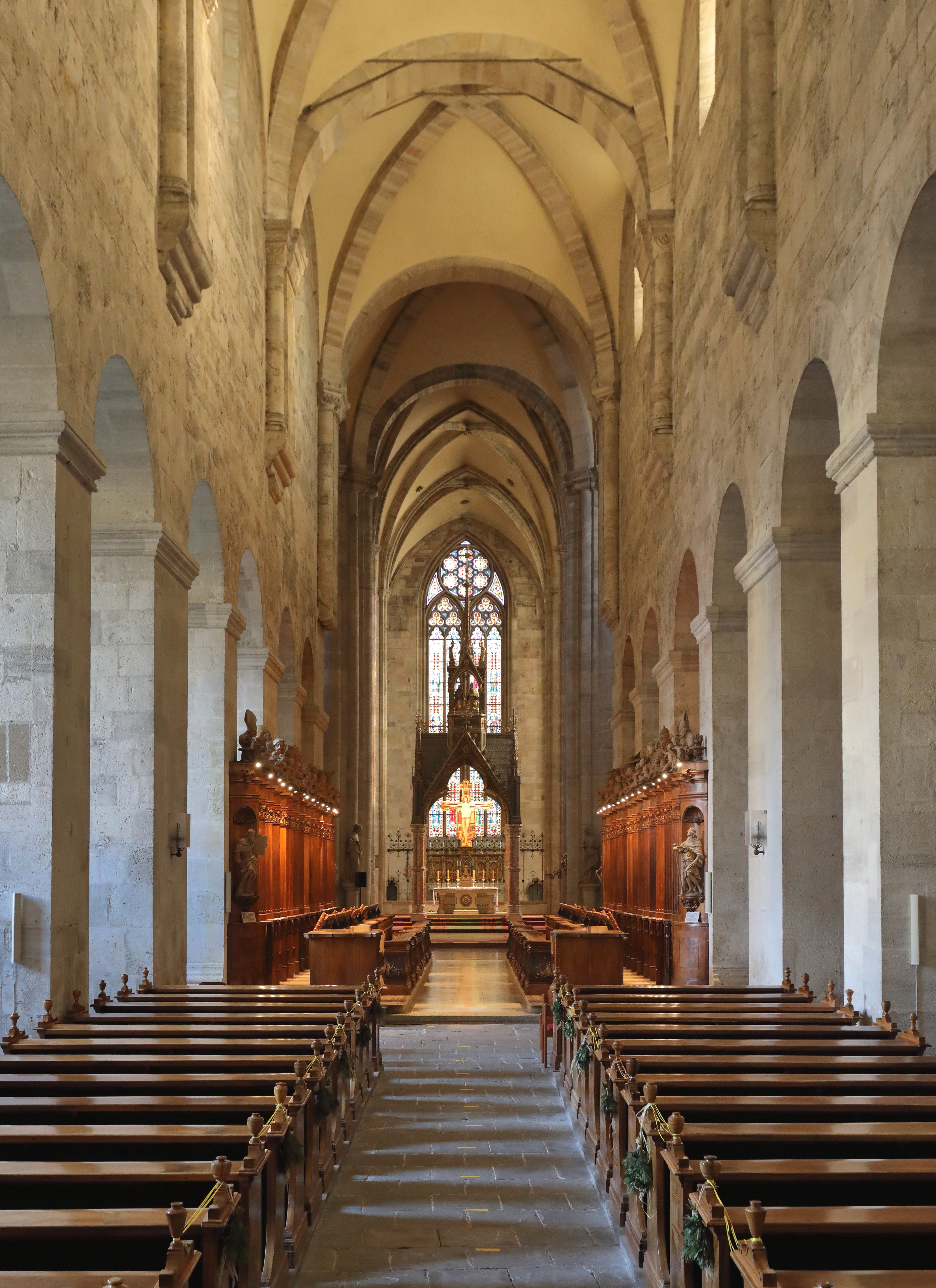
Navata romanica della chiesa

Venne consacrata l'11 settembre 1133, voluta dal Margravio d'Austria Leopoldo III su richiesta di suo figlio Ottone che era abate cistercense di Morimondo. È la seconda più antica abbazia cistercense dell'Austria, preceduta da quella di Rein.
Nel 1188 il Duca Leopoldo V fece dono all'abbazia di un frammento della Vera Croce tuttora presente e dal 1983 è esposto nella cappella della Santa croce.
È stata visitata dal papa Benedetto XVI durante la sua visita in Austria del settembre 2007.

## Architettura
La chiesa ha una facciata, tipica dello stile cistercense, molto austera e con solo tre finestre a richiamare la Santissima Trinità, in stile romanico come il transetto e la navata (uno dei più alti esempi di romanico in Austria). Il coro costruito nel XIII secolo è in stile gotico. La costruzione iniziale non aveva un campanile, esso venne aggiunto nel XVI secolo in stile barocco.
Negli anni 1668-1669 la sagrestia viene decorata dagli affreschi di Carpoforo Tencalla da Bissone.
Nel cortile posto davanti all'entrata della chiesa si trova una colonna detta della Santa Trinità di stile barocco, del 1739, realizzata su progetto di Giovanni Giuliani.